# Fränkische Muschwitz (Naturschutzgebiet)
Das Naturschutzgebiet Fränkische Muschwitz liegt im Langenbacher Forst, einem gemeindefreien Gebiet westlich von Bad Steben im oberfränkischen Landkreis Kronach in Bayern.

## Beschreibung
Das 45,53 ha große Gebiet mit der Nr. NSG-00432.01, das im Jahr 1996 unter Naturschutz gestellt wurde, erstreckt sich nordöstlich des Kernortes Nordhalben entlang der an der Landesgrenze zu Thüringen fließenden Fränkischen Muschwitz, eines linken Zuflusses der Rodach.
Die Unterschutzstellung erfolgt zur Erhaltung des naturnahen Bachlaufes mit Auwaldresten und umgebenden feuchten Brachflächen.